# Магнетотерапија
Магнетотерапија, магнотерапија или магнетна терапија представља вид алтернативне медицине која у терапији користи енергију електромагнетног поља. Иако је ова метода, стара скоро 3000 године, исмејана од стране медицинске струке,  у последњих неколико деценија  поново је почела да добија на популарности. Данас у свету постоје стотине произвођача магнета различитих величина и облика, који, наводно смањују осећај бола, убрзавају зарастање прелома и рана, лече болести крвних судова, артритис, гојазност, поремећаје полне функције и друго. На то указују бројни огласи у којима се ови магнети нуде често уз псеудонаучна објашњењима о механизму њиховог деловања, заснованом на привлачење јона гвожђа у молекулима хемоглобина или на повећану засићења ткива кисеоником.

## Историја
Употреба магнета у терапеутске сврхе је позната више од 3.000 година и датира из старе Кине. У старој Грчкој, Аристотел је говорио о терапеутском ефекту природних магнета. Такође је познато да је Клеопатра носила магнетни накит и магнетни камен на челу како би одржала лепоту и здравље.
У 18. веку, применом магнета у медицини се бавио професор астрономије на Универзитету у Бечу, Максимилијан Хел. Он је објавио извештаје о неколико успешних терапија магнетима. Његов пријатељ Франц Антон Месмер се прославио применом магнетотерапије у аристократским круговима. Он је говорио о анималном магнетизму и ширио је учење како у сваком организму постоји животна енергија у виду магнетске силе. Месмеру наводно није ни био потребан магнет у лечењу јер је, како је тврдио, могао да намегнетише папир, дрво, воду или неки други материјал, и да њиме изазове исти ефекат на пацијентима.
1784. године, краљ Луј XVI је основао Краљевски комесаријат са циљем да се испитају тврдње о анималном магнетизму и магнетотерапији. Међу члановима комесаријата су били Антоан Лавоазје и Бенџамин Френклин. Након серије експеримената, комисија је дошла до закључка да је пракса магнетизације у великој мери вештина подстицања маште.
Томас Џеферсон је тада из Париза извештавао о закључку овог Комесаријата уз коментар да је идеја анималног магнетизма мртва и исмејана.

## Модерна употреба
За сада не постоје јасни клинички докази који би подржали тврдње о делотворности магнетотерапије. У огласима који рекламирају терапеутске магнете се често могу прочитати псеудонаучна објашњења о механизму њиховог деловања.
По неким тврдњама, магнет делује на људски организам тако што побољшава циркулацију, побољшава метаболизам, стабилизује крвни притисак, појачава имунитет, делује на ендокрини и нервни систем (стимулише производњу ендорфина и серотонина), ублажава стрес и помаже код депресивних стања.
Када су у питању тврдње да се употребом магнета може побољшати циркулација и стабилисати крвни притисак, судећи по чланку Магнетизам и електромагнетска терапија америчке Научне ревије за алтернативну медицину (енгл. The Scientific Review of Alternative Medicine), тачно је да би теоријски могло да дође до оваквог утицаја. Међутим, за промену локалног крвног притиска од само 0,2% било би потребно магнетно поље од 100.000 гауса, док терапијски магнет средње величине на удаљености од једног центиметра ствара поље не јаче од 1 гауса.
Слична је ситуација и са тврдњом да магнетотерапија може да се користи за ублажавање бола. По подацима из истог чланка, изгледа да је тачно да магнет може да умањи осећај бола блокирањем проводности нерава. Међутим, за ублажење бола на граници приметности од 10%, било би потребно поље јачине 240.000 гауса, што је две стотине четрдесет хиљада пута јаче од стандардног терапијског магнета.
Магнетотерапија се као алтернативна медицина користи код: мијалгије, остеоартрозе, контрактуре, спортских повреда, артритиса, комплексног регионалног синдрома бола, спондилозе, упале синуса, алергија, анемије, артериосклерозе, астме и бронхитиса, опекотина, дијабетеса, епилепсије, грознице, дерматитиса, хемороида, главобоље, бубрежног каменца, мултипле склерозе, неуралгија и сл.
Контраиндикације су: малигна стања, туберкулоза, повишена температура, трудноћа. А магнетна терапија се не препоручује ни код мале деце и појединцима који имају уграђен пејсмејкер или носе слушни апарат.